# トラスト (アルバム)
トラスト(Trust)は、1981年発表のエルヴィス・コステロ&ジ・アトラクションズのアルバム。

## 解説
エルヴィス・コステロにとって5枚目のアルバム。プロデューサーはニック・ロウ（ただし「ビッグ・シスターズ・クローゼズ - Big Sister's Clothes」のみコステロのセルフプロデュース）。ロンドンのエデンスタジオとDJMスタジオで録音された。
このアルバムからは「クラブランド - Clubland」、「フロム・ア・ウィスパー・トゥ・ア・スクリーム - From a Whisper to a Scream」がシングルカットされたがチャートアクションは低調に終わった。
「フロム・ア・ウィスパー・トゥ・ア・スクリーム - From a Whisper to a Scream」では、コステロの友人でもあるスクイーズのグレン・ティルブルックとデュエットしている。また、マーティン・ベルモントがギターで参加している。
コステロによれば彼の作品中でも最もドラッグの影響下にあったものとの事である。
レコーディング中の仮タイトルは「キャット・アンド・ドッグス」だった。

## 収録曲
1. クラブランド - Clubland
2. ラヴァーズ・ウォーク - Lover's Walk
3. ユール・ネヴァー・ビー・ア・マン - You'll Never Be a Man
4. プリティ・ワーズ - Pretty Words
5. ストリクト・タイム - Strict Time
6. ルクセンブルク - Luxembourg
7. 足下に注意！ - Watch Your Step
8. ニュー・レース・スリーヴス - New Lace Sleeves
9. フロム・ア・ウィスパー・トゥ・ア・スクリーム - From a Whisper to a Scream
10. ディファレント・フィンガー - Different Finger
11. ホワイト・ナックルズ - White Knuckles
12. ショット・ウィズ・ヒズ・オウン・ガン - Shot with His Own Gun
13. フィッシュ・アンド・チップ・ペイパー - Fish 'n' Chip Paper
14. ビッグ・シスターズ・クローゼズ - Big Sister's Clothes

### CDボーナストラック(1994 Rykodisc)
1. ブラック・セイルズ・イン・ザ・サンセット - Black Sails in the Sunset
2. ビッグ・シスター  - Big Sister
3. サッド・アバウト・ガールズ - Sad About Girls
4. トゥエンティ・ファイヴ・トゥ・トゥエルヴ - Twenty-Five to Twelve
5. ラヴ・フォー・セール - Love for Sale
6. ウィーパーズ・ドリーム - Weeper's Dream
7. グルーミー・サンデイ - Gloomy Sunday
8. ボーイ・ウィズ・ア・プロブレム - Boy with a Problem(Single version)
9. セカンド・オブ・プレジャー - Seconds of Pleasure(Version 1 of 'Invisible Man')

### ボーナスディスク (2003)
1. ビッグ・シスターズ・クローゼズ - Black Sails in the Sunset
2. ビッグ・シスター  - Big Sister
3. トゥエンティ・ファイヴ・トゥ・トゥエルヴ - Twenty-Five to Twelve
4. サッド・アバウト・ガールズ - Sad About Girls
5. フロム・ア・ウィスパー・トゥ・ア・スクリーム(オルタネイト・ヴァージョン) - From a Whisper to a Scream(Alternate version)
6. ウォッチ・ユア・ステップ(オルタネイト・ヴァージョン) - Watch Your Step(Alternate version)
7. クラブランド(オルタネイト・テイク) - Clubland(Alternate take)
8. ユール・ネヴァー・ビー・ア・マン(オルタネイト・テイク) - You'll Never be a Man(Alternate take)
9. スロー・ダウン - Slow Down
10. ビッグ・シスター(オルタネイト・ヴァージョン) - Big Sister(Alternate version)
11. ブラック・セイルズ・イン・ザ・サンセット(オルタネイト・ヴァージョン) - Black Sails in the Sunset(Alternate version)
12. フーヴァー・ファクトリー(オルタネイト・ヴァージョン) - Hoover Factory(Alternate version)
13. ラヴ・フォー・セール - Love for Sale
14. ボーイ・ウィズ・ア・プロブレム - Boy with a Problem(Single version)
15. ウィーパーズ・ドリーム - Weeper's Dream
16. グルーミー・サンデイ - Gloomy Sunday
17. ザ・ロング・ハネムーン(インストゥルメンタル・ピアノ・デモ) - The Long Honeymoon(Instrumental piano demo)